# Pinen
Pinen eller Sallingsund er en bebyggelse og et tidligere færgeleje ved Sundhøj i Glyngøre Sogn i Salling. Pinen har en fortid som fiskerleje. 
Fra Pinen var der gennem flere hundrede år færgeforbindelse med robåd til Plagen på Mors. I 1873 blev der oprettet dampskibsforbindelse mellem Glyngøre og Nykøbing Mors. Samme år blev den gammeldags rofærge taget ud af drift. 
Færgeforbindelsen mellem Pinen og Plagen blev genoprettet som Motorfolkets Færge i 1924. Ved Sallingsundbroens åbning i 1978 blev Pinen-Plagen forbindelsen nedlagt for anden gang, der var da fem færger i drift på overfarten, Pinen, Plagen, Sallingsund, Legind Bjerge og Gammelør og færgen  Plagen blev brugt som reservefærge på Viborg Amts overfarter i Limfjorden. Nogenlunde samtidigt blev købmandsbutikken og kiosken nedlagt. 
Ved Pinen ligger Pinenhus (tidligere navn: Pinen Kro). Den gamle bebyggelse begynder under Sallingsundbroen og fortsætter mod syd langs kysten. Baglandet er præget af sommerhuse.

## Note
1. ↑  Pinen - Plagen (Sallingsund)

|  | Denne artikel om lokaliteten Pinen kan blive bedre, hvis der indsættes et (bedre) billede. Du kan hjælpe ved at afsøge Wikimedia Commons for et passende billede eller lægge et op på Wikimedia Commons med en af de tilladte licenser og indsætte det i artiklen. |

56°44′35.06″N 8°51′23.64″Ø / 56.7430722°N 8.8565667°Ø